# Michelle Baptiste
Michelle Baptiste (27 agosto 1977) è un'ex velocista e lunghista santaluciana.
Ha gareggiato per lo stato insulare ai Giochi olimpici di Atlanta 1996 e, in occasione della cerimonia d'apertura, è stata portabandiera della delegazione sportiva nazionale. È inoltre detentrice di alcuni record nei salti in estensione. 
Baptiste nella sua carriera ha vinto anche alcuni titoli juniores ai CARIFTA Games.

## Record nazionali
- Salto in lungo: 6,47 ( Springfield,  4 maggio 1996)
- Salto in lungo (indoor): 6,38 ( Ames, 28 febbraio 1997)
- Salto triplo (indoor): 12,40 ( Cedar Falls, 20 febbraio 1999)

## Palmarès
| Anno | Manifestazione          | Sede         | Evento         | Risultato        | Prestazione | Note |
| ---- | ----------------------- | ------------ | -------------- | ---------------- | ----------- | ---- |
| 1996 | Campionati CAC juniores | San Salvador | 100 m piani    | 4ª               | 11"69       |      |
| 1996 | Campionati CAC juniores | San Salvador | Salto in lungo | Argento          | 5,99 m      |      |
| 1996 | Giochi olimpici         | Atlanta      | 100 m piani    | Batteria         | 11"92       |      |
| 1996 | Mondiali juniores       | Sydney       | 100 m piani    | Quarti di finale | 12"08       |      |
| 1996 | Mondiali juniores       | Sydney       | Salto in lungo | 22ª (q)          | 5,34 m      |      |
| 1999 | Campionati CAC          | Bridgetown   | Salto in lungo | Bronzo           | 6,26 m      |      |
| 1999 | Giochi panamericani     | Winnipeg     | Salto in lungo | 13ª              | 5,92 m      |      |